# 无爱可诉
《无爱可诉》（羅馬化：Nelyubov）是於2017年上映的劇情片，由安德烈·萨金塞夫執導，並與歐列格·奈金共同編劇。它講述了一對由玛丽安娜·斯皮瓦克和艾力克謝·羅津所飾演的離婚夫婦，他們之間毫無感情的關係已經淪落至一種怨恨和敵意的狀態。在他們唯一的孩子失蹤後，他們為了尋找他而暫時重回一起。
劇情啟發自搜索救援組織麗莎警報以及萨金塞夫對創作一部家庭電影的渴望。他原本有興趣創作1973年瑞典迷你劇的俄羅斯重作版，但無法獲得創作權。在俄羅斯政府反對萨金塞夫2014年的反腐電影後，《當愛不見了》透過全球資助而得以製片。最後，《當愛不見了》成為了一部俄羅斯、法國、比利時和德國共同製片的電影。攝影指導米克海爾·克里屈曼於2016年在莫斯科使用寫實風格拍攝。雖然萨金塞夫表示他對政治冷感，但仍將對警察持懷疑態度的看法注入在電影中。當中主題包括了養子不教、無情無愛或者「nelyubov」的狀態，以及慘淡的境況。
《當愛不見了》在第70屆坎城影展首映時獲得好評，並贏得評審團獎。影評人認為這是家庭危機中一個扣人心弦的故事，也展示了俄羅斯的生活。影片贏得兩座歐洲電影獎，其中克里屈曼獲得最佳攝影。它也贏得凱撒電影獎最佳外語片，並在第90屆奧斯卡金像獎入圍最佳外語片。

## 劇情
2012年，在列寧格勒的一座城市中，孩子們正在放學。12歲男生阿廖沙（Alyosha）的沿著小徑穿過小鎮郊區的樹林，將一條膠帶扔到樹上。他的父母熱尼亞（Zhenya）和鮑里斯（Boris）離了婚，並打算賣掉他們的房子。父母都有了新的戀情：鮑里斯與懷了他孩子的年輕女性瑪莎（Masha）在一起，而熱尼亞則是與有一名成年女兒的年長有錢人安東（Anton）在一起。阿廖沙偷聽到父母的爭執，兩人都不想要他，也不打算將他送去孤兒院。
一天，熱尼亞與安東度過夜後，察覺到從昨天開始就沒看到阿廖沙了。警察相信阿廖沙只是離家出走，可能一兩天就會回來。但阿廖沙沒回來，專門救援失蹤人士的無償組織接手此案，開始尋找阿廖沙。阿廖沙唯一會尋求庇護的親戚就是熱尼亞疏遠的母親，而她住在開車需幾小時的地方。鮑里斯和熱尼亞於是去探訪熱尼亞的母親。他們的行程因爭執而被打斷，而他們也對阿廖沙的下落毫無頭緒。在回程的路上，他們又開始爭執。熱尼亞說懷孕時跟鮑里斯結婚是一個錯誤，當時應該流產，她還說她對瑪莎感到同情。鮑里斯被激怒，他在鄉郊道路上停車將她趕出。
警察再次介入尋找阿廖沙的行列，並將範圍覆蓋至小鎮和周邊區域。在對阿廖沙朋友库兹涅佐夫（Kuznetsov）稱為藏身之處的廢墟大樓搜索無果後，鮑里斯和熱尼亞到太平間去認一具符合阿廖沙的特徵但身分不明的屍體。雖然兩人都否認這具面目全非的屍體是他們的兒子，但這種令人痛苦的經歷讓他們大哭起來。
過了一段時間後，鮑里斯和熱尼亞房子已經賣掉，而工人在拆卸阿廖沙舊房間的壁掛和電器。大街上阿廖沙的尋人啟事已經十分殘破並褪色。2015年，鮑里斯與瑪莎和他們剛出生的兒子住在一起，但他對其十分冷漠，而熱尼亞則搬去與安東住在一起。阿廖沙失蹤三年後，他當年扔到樹上的膠帶彷彿成了他曾經活過的僅存證明。

## 角色

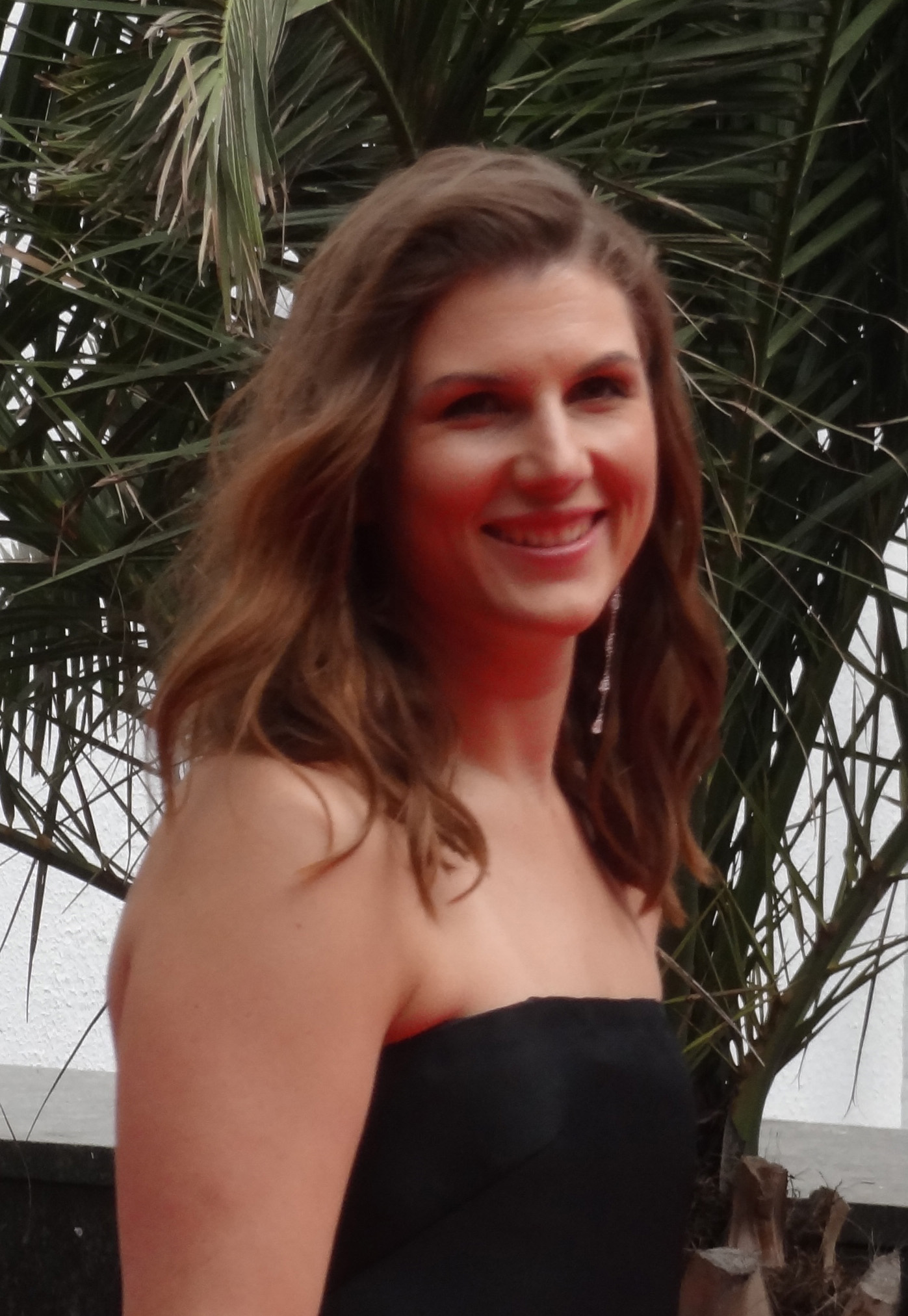
玛丽安娜·斯皮瓦克在經過長達四個月的試鏡後贏得角色熱尼亞。

角色包括 ：
- 玛丽安娜·斯皮瓦克（英语：Maryana Spivak） 飾 熱尼亞（Zhenya）
- 艾力克謝·羅津（英语：Aleksey Rozin） 飾 鮑里斯（Boris）
- 马特威·诺维科夫（Matvei Novikov） 飾 阿廖沙（Alyosha），熱尼亞和鮑里斯的兒子
- 阿列克謝·法捷耶夫 飾 伊萬（Ivan），搜索救援組織的統籌人
- 瑪麗娜·瓦西里耶娃（Marina Vasilyeva） 飾 瑪莎（Masha），鮑里斯的愛人
- 安德瑞斯·凯斯（英语：Andris Keišs） 飾 安東（Anton），熱尼亞的愛人
- 娜塔莉婭·波塔波娃（Natalya Potapova） 飾 熱尼亞的母親
- 謝爾蓋·鮑里索夫（Sergey Borisov） 飾 警探

## 主題與詮釋
影評人亞當·奈曼（Adam Nayman）認為《當愛不見了》的主題就是「忽視」，而阿廖沙代表了「深陷在自私自利之困的社會中所失去的純真」。《金融時報》的拉斐爾·亞伯拉罕（Raphael Abraham）說鮑里斯和熱尼亞雖被人性化，但他們「往好的一面看是被（某些東西所）干擾，而往壞的一面看就是有罪般的忽視」。根據評論人安東尼·萊恩，阿廖沙可能是萨金塞夫電影中常見的「多餘或不被承認的小孩」的典範。埃里克·海因斯（Eric Hynes）將鮑里斯和熱尼亞的錯誤概括為「空虛」、「自尊心」和「自我憎恨」:69。《電影期刊》的作家西米·霍維茨（Simi Horwitz）舉出熱尼亞「彷彿當（阿廖沙）透明地帶潛在買家參觀公寓」的片段，認為熱尼亞也是一個自戀者。《影音俱樂部》的邁克·丹吉洛（Mike D'Angelo）則將這個故事比作和奥古斯特·史特林堡的作品，表示本片有著「強烈的國家細節」。
在馬克·科莫德的評論中指責警察「冷漠無情和無能」，說這是普遍反映在薩金塞夫作品中的主題，但以「志願者們正派又執著，他們堅忍的使命與不停剝奪人性的郊区生活十分不合」補充說搜索及拯救團隊呈現了截然相反的形象。科莫德之後再補充說，熱尼亞和鮑里斯是在阿廖沙失蹤後才變得更憤世嫉俗，讓他們的「無情無愛」雪上加霜，並「這種狀態……（我們知道）完全不能過活」。但海因斯則認為，鮑里斯和熱尼亞會變成如此並非阿廖沙失蹤所致，而是他們意識到自己內心當中的「深淵」:69。影評人萊斯利·費珀林（Leslie Felperin）說當熱尼亞拜訪母親時，她的出身背景揭露了熱尼亞怨恨的起源。根據影評人勞勃·科勒，熱尼亞的母親可能也住在「nelyubov」（英語翻譯成「lovelessness」）的狀態中，這個俄文意思是「抗拒愛」（anti-love）的狀態，而並非不存在的愛:53。

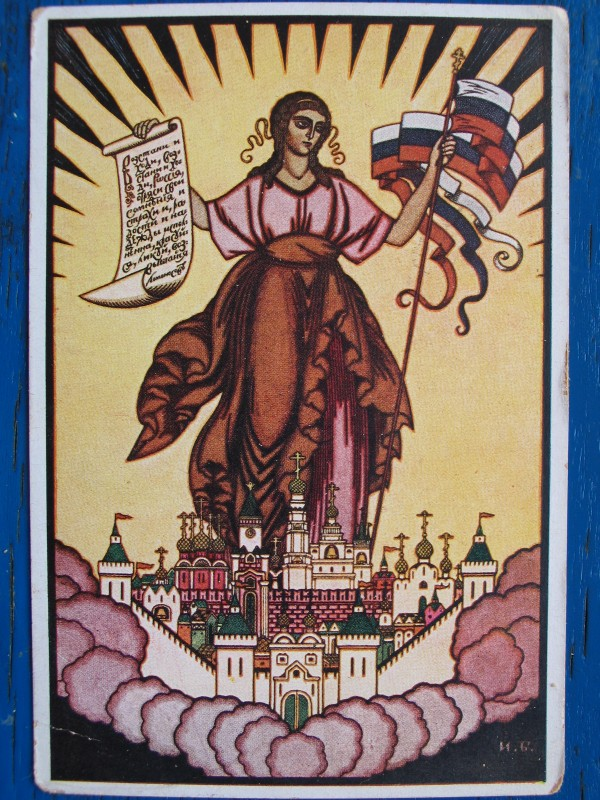
伊萬·比里賓的俄羅斯母親：對於熱尼亞是否代表俄羅斯母親而存在分歧。

情節背景和天氣也包括在主題當中。霍維茨認為這「都深植在俄羅斯獨特的風景中，無論是真實存在還是字面上的」，並以形成開場背景的「蕭瑟的下雪天」為例。亞伯拉罕認為開場當中寒冷的森林表達了「哥特式童話的怪異氣息」。在剛開始鏡頭的攝影運用可能也給攝像機「一種運動的獨立性」，海因斯注意到它「拉進一棵樹的裂縫中，並從它的根部向天空搖攝」:68。故事的後期，降雪差點阻斷了搜索。霍維茨還認為這棟住房的內部「令人感到壓抑和毫無生氣」。費珀林將廢棄的大樓視為具有象徵性的事物，當中的碎玻璃和空池塘「看起來像萬人塚，但永遠無法容納該國的所有逃脫者」。
《經濟學人》認為《當愛不見了》當中的宗教和政治主題比起萨金塞夫2014年的電影相對沒那麼重要。儘管鮑里斯的老闆是虔誠的俄羅斯正教徒，但這並非主要的主題，而且「（片中的）國家政府比起墮落，更像是在心不在焉」。鮑里斯很「害怕」他的雇主會以宗教理由來懲處他離婚。科勒將警察的無能等同於整個俄羅斯:52。羅比·柯林（Robbie Collin）認為《當愛不見了》有著「巨大的重要意義」，並注意到故事以2012年預言期間俄羅斯人害怕世界末日開場，且以熱尼亞身穿有著明顯「俄羅斯」字樣的衣服在跑步機上運動結束。柯林將熱尼亞詮釋為「21世紀真實的俄羅斯母親，就算無處可去，鎖定的方向仍沒有一絲動搖」。萨金塞夫說「俄羅斯」衣服在2014年冬季奧林匹克運動會期間十分受歡迎，並非意圖將熱尼亞與俄羅斯母親混為一談。科勒反而認為熱尼亞的母親才代表俄羅斯母親:53。
根據彼得·雷納（Peter Rainer）的看法，《當愛不見了》「可能是（萨金塞夫電影中）最囊括了對俄羅斯社會的譴責」，並認為對世界末日的恐懼導致了失蹤者案件。雷納寫道「阿廖沙與他好鬥又哀求的臉龐（讓人看出他）並不只是一個失蹤男孩：以電影的角度來看，他還代表了現代俄羅斯一些精神上的重大損失」。科勒將受害的家庭理解為大社會衰落下的產物:52。馬文蕾（Wenlei Ma）寫道「這很難不認為《當愛不見了》會代表俄羅斯更大的問題——改革重組和開放政策的承諾以及帶來的改革進度，但之後分歧、無動於衷和沒有靈魂的國家淡化了這種進度」。科勒認為電影餐廳那幕年輕男女交換電話號碼並照了群體自拍是負面地描繪了現代俄羅斯:52。

## 製作

### 發展
製片人亞歷山大·羅德尼亞斯基說《當愛不見了》是設想為「俄羅斯生活、俄羅斯社會和俄羅斯悲痛」的反射，但也打算影射其他國家。羅德尼亞斯基還表示電影概念的起點是渴望（以某種方式）看待一個家庭，而導演和編劇安德烈·萨金塞夫是在2015年遊覽美國時開始創作故事。萨金塞夫說電影原本嘗試重製1973年迷你劇。萨金塞夫聲稱他於2003年在法羅島遇到柏格曼，並討論重製迷你劇的事宜。在購買迷你劇的創作權不成功後，編劇歐列格·奈金和萨金塞夫重新創作劇情，並決定以搜索救援組織麗莎警報作為新故事的基礎。奈金提交片名《Nelyubov》至萨金塞夫，而導演說這個俄文字意思是缺乏的愛和糟糕的精神狀態。儘管主角的性格有缺陷，但萨金塞夫說：
「我們從未將他們視為怪物……他們只是人，跟我們全部人一樣，就像是我們的映射般，而在他們的角色性格特徵上我甚至看到了我自己。（因為）這些情節是來自於個人經歷以及我的合著人歐列格·奈金和其他人的故事。」 

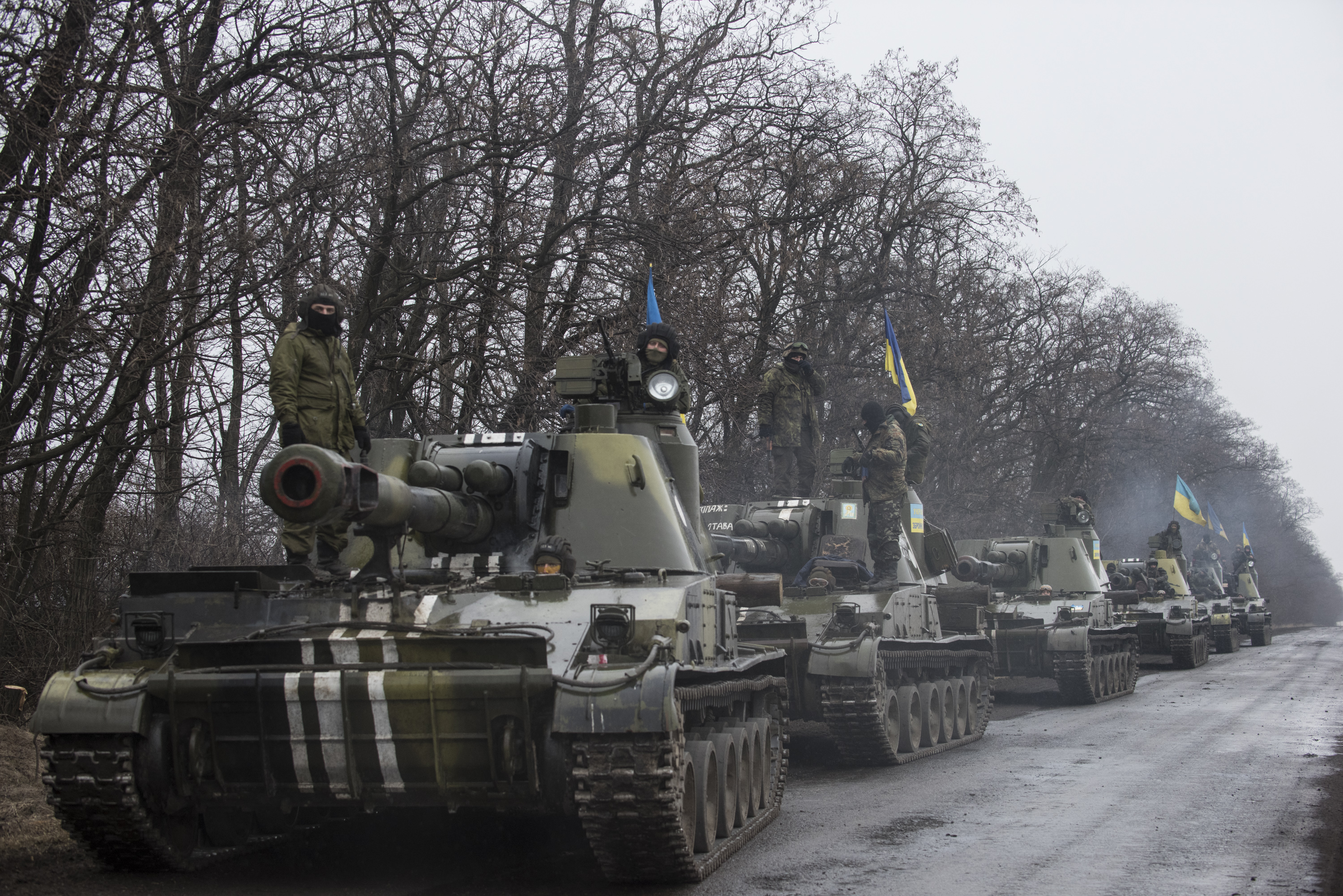
最後幾幕是參考了頓巴斯戰爭。

雖然萨金塞夫聲稱對政治冷感，他的電影情節卻反映了「今時今日的警察不再在乎人民」的看法。他之後說《當愛不見了》是「超越政治化」。他選擇故事於2012年10月開始，是因為他表示在當時俄羅斯人對有益的政治改革還持樂觀態度，但最終於2015年感到失望。電影還參考了頓巴斯戰爭。當中俄羅斯的宣傳有提及戰爭，萨金塞夫表示他的電影是反政府，而這幾幕是打算顯示角色的生活：
「電影裡，你聽到的那些電台宣傳都是我們俄羅斯人在2012年至2015年間的生活寫照，因為當中的主要情節以2012年10月的某六天為背景。然後，我們接著看到（身處在）2015年後的角色，當時所有俄羅斯和烏克蘭之間發生的悲劇事件都已發生。它們只是我們當時所經歷的真實背景。」 
萨金塞夫的早些電影《纏繞之蛇》是關於俄羅斯的腐敗，而俄羅斯聯邦文化部給了它35%的預算。然而，《當愛不見了》因為文化部反對《纏繞之蛇》的完成品，所以沒有得到國家政府的資助。萨金塞夫表示製片人既沒要求也沒收到任何國家支持《當愛不見了》的提議。羅德尼亞斯基反而吸引了有錢俄羅斯人格列勃·費季索夫（Gleb Fetisov）和外國公司的資助，包括法國的為何不製作和比利時的河的影業。

### 選角
薩金塞夫說選角時很自然地找了艾力克謝·羅津飾演鮑里斯，因為他和羅津之前已經合作兩次。劇組花了4個月去試鏡角色熱尼亞，而玛丽安娜·斯皮瓦克則是早期候選人，之後她獲得角色。斯皮瓦克表示她趁此機會可以在電影主演以及與萨金塞夫合作。斯皮瓦克質疑她的角色是否真的愛她的兒子。考慮到熱尼亞情緒的複雜性，她含糊不清地去詮釋角色。萨金塞夫渴望讓名不見經傳的演員出演，所以謝爾蓋·巴迪奇金（Sergey Badichkin）飾演鮑里斯的同事。
電影製片人為角色阿廖沙試鏡了250名兒童，並大約有6名進入最終候選名單。他們要求候選人去演出遇到父母吵架而流淚的阿廖沙。马特威·诺维科夫因此獲得阿廖沙的角色，而第二好的候選人阿爾喬姆·日古林（Artyom Zhigulin）則飾演库兹涅佐夫（Kuznetsov）。

### 拍攝

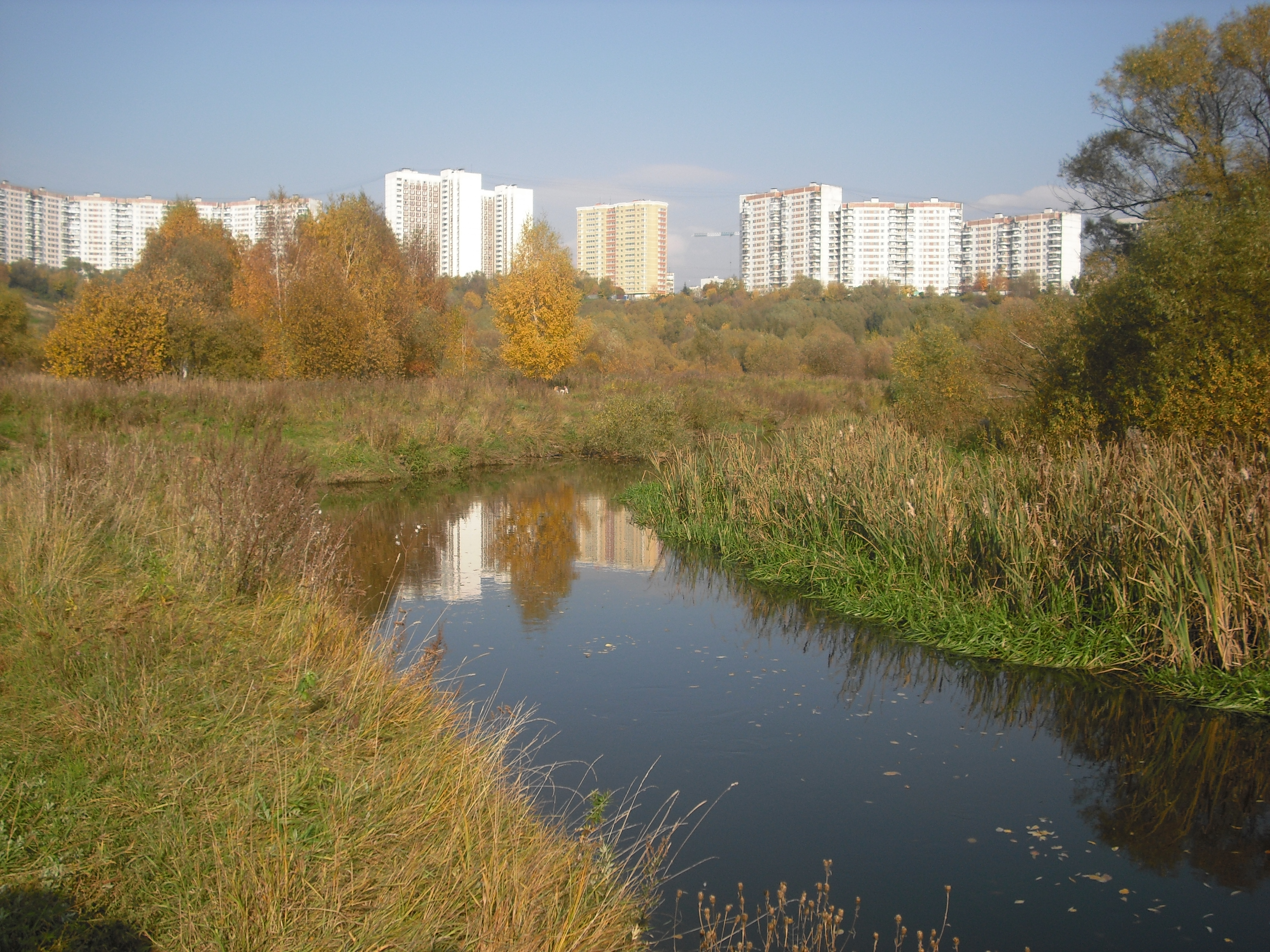
場景在莫斯科拍攝，包括什若德尼河。

主體拍攝於2016年夏季開始。拍攝在莫斯科完成，包括外景、公寓內部以及用來描繪搜索的未使用建築物。废弃建築物是由采景人所發現的廢棄「文化宮」。什若德尼河也用來做拍攝地點。
萨金塞夫和攝影指導米克海爾·克里屈曼使用刺眼的燈光以及主要為不飽和灰色和棕色的配色。萨金塞夫介紹他的執導方式：
「執導方式是向細節再現的獨特性和準確性：這是讓任何觀眾通過作品對人性態度的真誠和誠實而意識到它的目的所在。如果你嘗試處理抽象問題、社會乃至整個世界的問題，你永遠不會完成任何事。你將不會創造任何事情。」 
克里屈曼表示拍攝時為了追求真實感，所以使用阿萊Alexa數碼相機讓拍攝對象保持得更靜止。電影製片人每場平均拍12次，而克里屈曼表示有幾幕甚至要到28次。马特威·诺维科夫穿過走廊的一幕是由移動式攝影機架拍攝，由於照明困難，所以拍了4小時。

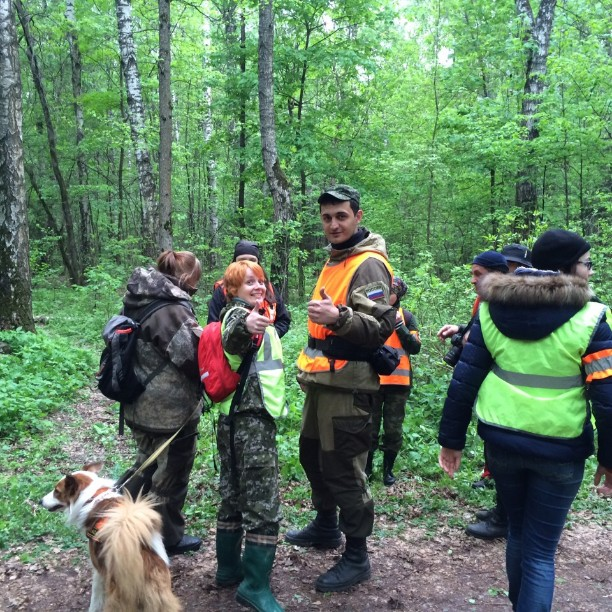
麗莎警報志願者啟發了故事以及為製作作諮詢。

在製作過程中，俄羅斯搜索救援組織麗莎警報為電影製作人提供建議，並借出用在屏幕上的裝備。太平間的小孩屍體是假的。電影製片人使用安妮·萊柏維茲拍攝的裸體相片作為性交場景的靈感。在開場的學校一幕中，萨金塞夫指示劇組拍攝拍攝空場地1分鐘後再讓小孩演員離開，並指示他們不要看向鏡頭。在马特威·诺维科夫流淚的一幕中，诺维科夫並沒有在劇本看到這一部分，以及也不知道他的角色偷聽到了什麼，但萨金塞夫指示他：「想像你非常渴望一些東西，（例如）玩具、單車，接著想像你不會得到它」，而最後拍了8次。

### 後期製作
電影配樂由尤金·加爾佩裏尼和薩沙·加爾佩裏尼創作，他們在聽了故事提要便創作音樂，而沒有看電影或者閱讀劇本。尤金·加爾佩裏尼表示《E的11個週期》（11 Cycles of E）這首是為了詮釋父母對尋找失蹤小孩的狹隘思想而創作。
這部電影於2017年4月13日入選會在明年5月坎城影展放映時還沒完成，劇組決定拍攝《當愛不見了》的最後一幕。一個月後，最後版本的剪輯也完成。萨金塞夫稱這種延遲的進程為「極端形勢」。

## 發行
《當愛不見了》於2017年5月在坎城影展主競賽單元競爭金棕櫚獎。電影製作人和發行公司無法為《Nelyubov》找英文和法文字片名，而之後分別選擇《Loveless》和《Faute d'amour》。北京微影時代科技獲得在中國的發行權，而海拔電影發行公司則買下了在美國的發行權。它之後於7月在2017年紐西蘭國際影展和8月在塞拉耶佛影展放映。9月，它在2017年多倫多國際影展放映。
電影於2017年6月1日在俄羅斯放映，發行公司因坎城影展而增加對電影的興趣，同時在線上盜版猖獗前尋找戲院放映。它隨後於2017年9月20日在法國放映。電影於2018年1月24日在英國上映。索尼經典電影獲得了北美發行權，並於2018年2月在洛杉磯和紐約放映。2018年2月21日，它在俄羅斯戲院重新上映。
2018年1月23日，金字塔錄音帶（Pyramide Vidéo）在第2區發行薩金塞夫電影DVD套裝，當中包括《當愛不見了》。2018年6月12日，索尼影業家庭娛樂在第1區以DVD和藍光光碟形式發行電影。

## 反響

### 票房
在俄羅斯放映的前兩週，《當愛不見了》收穫100萬盧布。電影在法國於2017年9月20日開場時吸引了1萬人入場。索尼表示《當愛不見了》在北美上映首週時收穫30,950美元，平均每個地點收穫10,317美元。《當愛不見了》在美國上映的第二週和第三週分別收穫了65,457和60,583美元，每個地點平均分別收穫了5,455和2,423美元。
2018年2月，電影在俄羅斯以35萬入場人數收穫200萬美元。它在全球收穫4,819,164美元。

### 專業評價
爛番茄收集的181篇專業影評文章中，「新鮮度」為94%，平均得分8.23分（滿分10分）。網站的共識評價為「《當愛不見了》利用它將處於困境的家庭表現得引人入勝，而對俄羅斯現代生活——甚至超出國界乃至全世界——給予發人深省的評論」。Metacritic基於33篇評論文章，平均分爲86（滿分100），代表「普遍好評」。
在坎城影展期間，《多倫多星報》的彼得·豪威爾（Peter Howell）稱讚《當愛不見了》「熟練地（營造）荒涼」，並支持它會得金棕櫚獎。他還表示它在影評人投票中處於領先位置。RogerEbert.com的本·肯尼斯堡（Ben Kenigsberg）預計它將會得贏得金棕櫚獎，稱它「樸素又美麗，悠閒卻強而有力」。《綜藝》的歐文·格里伯曼（Owen Gleiberman）稱當代俄羅斯社會的「文化核心的共鳴危機」當中，這部電影「強而有力又險惡」以及有「一種不詳、震撼的外觀」。《衛報》的彼得·布拉德肖給予電影5顆星，稱讚它是一齣「赤裸、神秘和可怕的故事」。《消息報》的基里爾·拉茲洛夫評價電影對現實生活的真實描繪，以及對斯皮瓦克和羅津互相憎恨的刻畫。《好萊塢報導》的萊斯利·費珀林讚賞它的力度，並避免對許多問題採取強硬態度——包括技術化社會當中缺乏社會連結的審查——以及破壞關係的方式是透過家族史傳承下來。《每日電訊報》的羅比·柯林給予它5顆星，稱呼它「嶄新又毫無憐憫之心」，並與1973年電影的不詳開場作比較。《IndieWire》的埃里克·科恩（Eric Kohn）給它3顆星，並說它比起《纏繞之蛇》不及預期。Vulture.com的艾米莉·吉田（Emily Yoshida）稱它是有著不討人喜歡的角色以及缺乏一個連貫的關注點的「陰沈」電影，並從正面的說它激起了沒有生活在俄羅斯總統政權下的觀眾的感激之情。

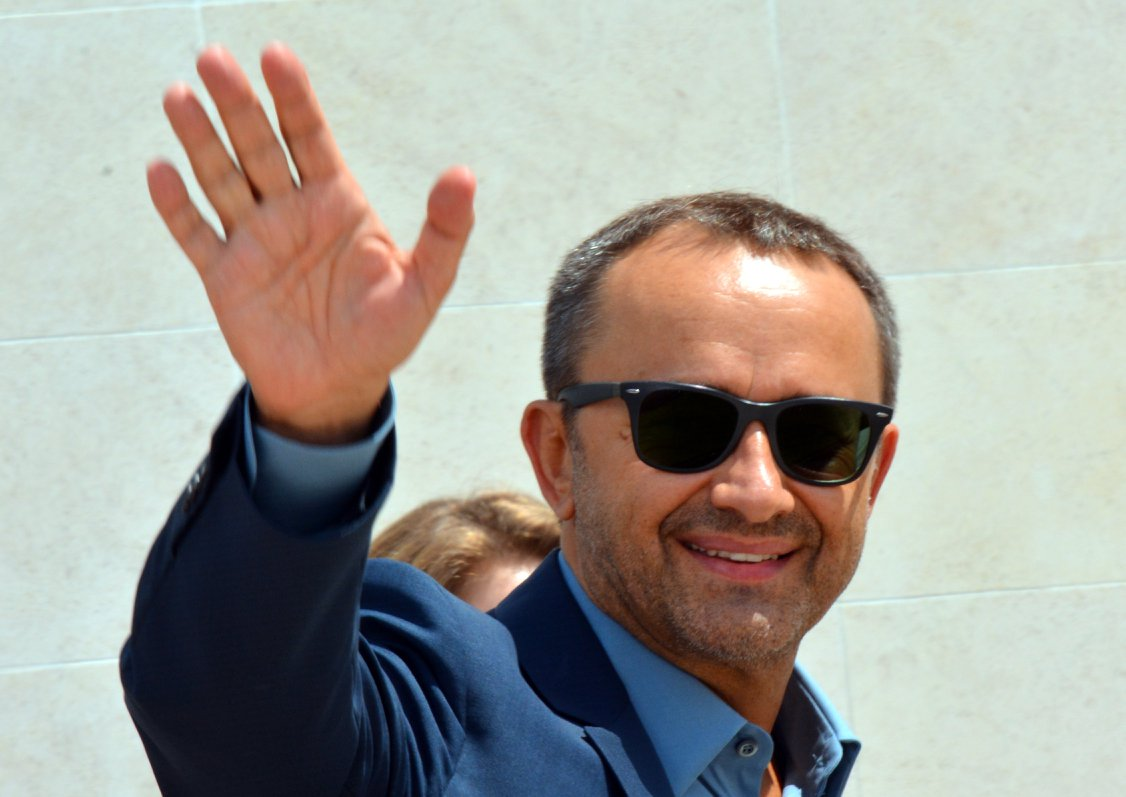
安德烈·薩金塞夫的執導取得好評，並贏得亞太電影大獎最佳導演獎。

坎城影展後，俄羅斯影評人安德烈·普拉霍夫寫道電影有效地傳達了詩意和悲哀。在法國，《世界報》的雅克·曼德鮑姆（Jacques Mandelbaum）表示薩金塞夫讓角色因他們的自私和消極態度而失敗，從而建立了一種暗黑的氣氛。《巴黎人報》的皮埃爾·瓦瓦瑟（Pierre Vavasseur）評價電影的面貌。《左派文藝》的文森特·奧斯特里亞（Vincent Ostria）稱《當愛不見了》是薩金塞夫最棒的電影之一，並評價片名身上的感染力。在比利時，《傍晚》的法比安·布拉德弗（Fabienne Bradfer）稱呼薩金塞夫為大師，並稱《當愛不見了》清晰又親密。德國報紙《明鏡》的卡羅琳·魏德納（Carolin Weidner）著眼於家長角色的自私本性以及對兒子失蹤的意識不足，並將它理解為一齣俄羅斯全神貫注於2012年末日的寓言故事。《每日鏡報》的德烈亞斯·布什（Andreas Busche）表示關於2012年預言世界末日的恐懼的對話導致俄羅斯進入較冷的時期，並將《當愛不見了》視為虛無主義者。
一些影評人將《當愛不見了》與它的靈感《婚姻場景》作比較。《洛杉磯時報》影評人賈斯汀·張（Justin Chang）稱電影為「當代俄羅斯人不滿的嚴厲快照」。《紐約時報》的珍妮特·卡特蘇里斯（Jeannette Catsoulis）評價充滿氣氛和扣人心弦的攝影技巧。《影音俱樂部》的邁克·丹吉洛（Mike D'Angelo）寫道有關據稱俄羅斯政府在2016年美國總統選舉後被黑客入侵的新聞報導時，《當愛不見了》也展示了生活在政府之下的俄羅斯市民是不開心的。《紐約客》的安東尼·萊恩所給的正面評價中，雖然這部電影的故事情節較為黯淡，但認為它「比起令人不快更加扣人心弦」。影評人大衛·埃里希（David Ehrlich）稱尤金·加爾佩裏尼和薩沙·加爾佩裏尼的配樂是2017年第9好的電影原聲帶，尤其讚賞《E的11個週期》「引入注目」。

### 榮譽
《當愛不見了》在坎城影展贏得評審團獎。製片人亞歷山大·羅德尼亞斯基表示當俄羅斯奧斯卡委員會選擇奧斯卡最佳外語片獎的參賽作品時，政治評論人反對《當愛不見了》參選，但由於評審團獎以及在北美的好評，所以它保持在領先位置。影評人安東·多林認為《當愛不見了》由索尼發行和薩金塞夫之前憑《纏繞之蛇》入圍，使它比其他俄羅斯電影更具優勢。2017年9月，它代表俄羅斯參選第90屆奧斯卡金像獎最佳外語片，學會於12月將它選入最終入圍名單。
| 獎項                 | 典禮日期             | 範疇             | 獲獎與入圍者                           | 結果  | 參考    |
| -------------------- | -------------------- | ---------------- | -------------------------------------- | ----- | ------- |
| 奥斯卡金像奖         | 2018年3月4日         | 最佳外語片       | 安德烈·萨金塞夫                        | 提名  | [ 89 ]  |
| 亞太電影大獎         | 2017年11月23日       | 最佳導演         | 安德烈·萨金塞夫                        | 獲獎  | [ 90 ]  |
| 比利時影評人協會     | 2018年1月7日         | 大獎             | 安德烈·萨金塞夫                        | 獲獎  | [ 91 ]  |
| 英国电影学院奖       | 2018年2月18日        | 最佳外語片       | 安德烈·萨金塞夫                        | 提名  | [ 92 ]  |
| 英国独立电影奖       | 2017年12月10日       | 最佳外國獨立電影 | 安德烈·萨金塞夫                        | 提名  | [ 93 ]  |
| 電影攝影藝術國際影展 | 2017年11月11-18日    | 銀蛙獎           | 米克海爾·克里屈曼                      | 獲獎  | [ 94 ]  |
| 戛纳电影节           | 2017年5月17-28日     | 評審團獎         | 安德烈·萨金塞夫                        | 獲獎  | [ 85 ]  |
| 凯撒电影奖           | 2018年3月2日         | 最佳外語片       | 安德烈·萨金塞夫                        | 獲獎  | [ 95 ]  |
| 芝加哥影评人协会     | 2017年12月12日       | 最佳外語片       | 安德烈·萨金塞夫                        | 提名  | [ 96 ]  |
| 都柏林影評人協會     | 2018年12月20日       | 最佳影片         |                                        | 第5名 | [ 97 ]  |
| 歐洲電影獎           | 2017年12月9日        | 最佳影片         | 安德烈·萨金塞夫                        | 提名  | [ 98 ]  |
| 歐洲電影獎           | 2017年12月9日        | 最佳導演         | 安德烈·萨金塞夫                        | 提名  | [ 98 ]  |
| 歐洲電影獎           | 2017年12月9日        | 最佳編劇         | 歐列格·奈金、安德烈·萨金塞夫           | 提名  | [ 98 ]  |
| 歐洲電影獎           | 2017年12月9日        | 最佳攝影         | 米克海爾·克里屈曼                      | 獲獎  | [ 99 ]  |
| 歐洲電影獎           | 2017年12月9日        | 最佳配樂         | 尤金和薩沙·加爾佩裏尼                  | 獲獎  | [ 99 ]  |
| 歐洲電影獎           | 2017年12月9日        | 大學獎           | 安德烈·萨金塞夫                        | 提名  | [ 100 ] |
| 金球獎               | 2018年1月7日         | 最佳外語片       | 安德烈·萨金塞夫                        | 提名  | [ 101 ] |
| 獨立精神獎           | 2018年3月3日         | 最佳國際影片     | 安德烈·萨金塞夫                        | 提名  | [ 102 ] |
| 國際阿達納影展       | 2017年9月30日        | 最佳國際影片     | 安德烈·萨金塞夫                        | 獲獎  | [ 103 ] |
| 伦敦影评人协会       | 2018年1月28日        | 年度外語片       | 安德烈·萨金塞夫                        | 提名  | [ 104 ] |
| 伦敦影评人协会       | 2018年1月28日        | 年度影片         | 安德烈·萨金塞夫                        | 提名  | [ 104 ] |
| 倫敦影展             | 2017年10月4-15日     | 最佳影片         | 安德烈·萨金塞夫                        | 獲獎  | [ 105 ] |
| 洛杉磯影評人協會     | 2017年12月3日        | 最佳外語片       | 安德烈·萨金塞夫                        | 獲獎  | [ 106 ] |
| 馬格利特獎           | 2018年2月3日         | 聯合製作外語片   | 安德烈·萨金塞夫                        | 提名  | [ 107 ] |
| 慕尼黑影展           | 2017年6月22日-7月1日 | 最佳國際影片     | 安德烈·萨金塞夫                        | 獲獎  | [ 108 ] |
| 國家評論協會         | 2017年11月28日       | 前5最佳外語片    | 安德烈·萨金塞夫                        | 獲獎  | [ 109 ] |
| 俄羅斯影評人協會     | 2017年12月21日       | 最佳影片         | 亞歷山大·羅德尼亞斯基、安德烈·薩金塞夫 | 提名  | [ 110 ] |
| 俄羅斯影評人協會     | 2017年12月21日       | 最佳導演         | 安德烈·薩金塞夫                        | 獲獎  | [ 110 ] |
| 俄羅斯影評人協會     | 2017年12月21日       | 最佳劇本         | 歐列格·奈金、安德烈·薩金塞夫           | 提名  | [ 110 ] |
| 俄羅斯影評人協會     | 2017年12月21日       | 最佳女主角       | 瑪麗安娜·斯皮瓦克                      | 提名  | [ 110 ] |
| 俄羅斯影評人協會     | 2017年12月21日       | 最佳攝影         | 米克海爾·克里屈曼                      | 獲獎  | [ 110 ] |
| 俄羅斯影評人協會     | 2017年12月21日       | 最佳配樂         | 尤金·加爾佩裏尼                        | 提名  | [ 110 ] |
| 卫星奖               | 2018年2月10日        | 最佳外語片       | 安德烈·薩金塞夫                        | 提名  | [ 111 ] |
| 多伦多影评人协会     | 2017年12月10日       | 最佳外語片       | 安德烈·薩金塞夫                        | 亞軍  | [ 112 ] |
| 札格雷布影展         | 2017年11月11-20日    | 再一起最佳影片   | 安德烈·薩金塞夫                        | 獲獎  | [ 113 ] |